# The Kooks
The Kooks – angielski zespół muzyczny z Brighton, który w swojej muzyce łączy elementy rocka, punku, ska, reggae, funku i bluesa. Nazwa grupy została zainspirowana tytułem piosenki Davida Bowiego „Kooks” z albumu pt. Hunky Dory (1971).
Pierwszy album zespołu, Inside In/Inside Out (2006), rozszedł się na świecie w ponad 1,5 milionach kopii. Muzycy wydali także płyty: Konk (2008), Junk of the Heart (2011), Listen (2014), Let's Go Sunshine (2018) i 10 Tracks to Echo in the Dark (2022).
The Kooks stylem gry nawiązuje do twórczości zespołów: The Police, The Strokes, The Everly Brothers, Funkadelic, The Undertones, The Smiths, The Beatles, The Cure.

## Historia

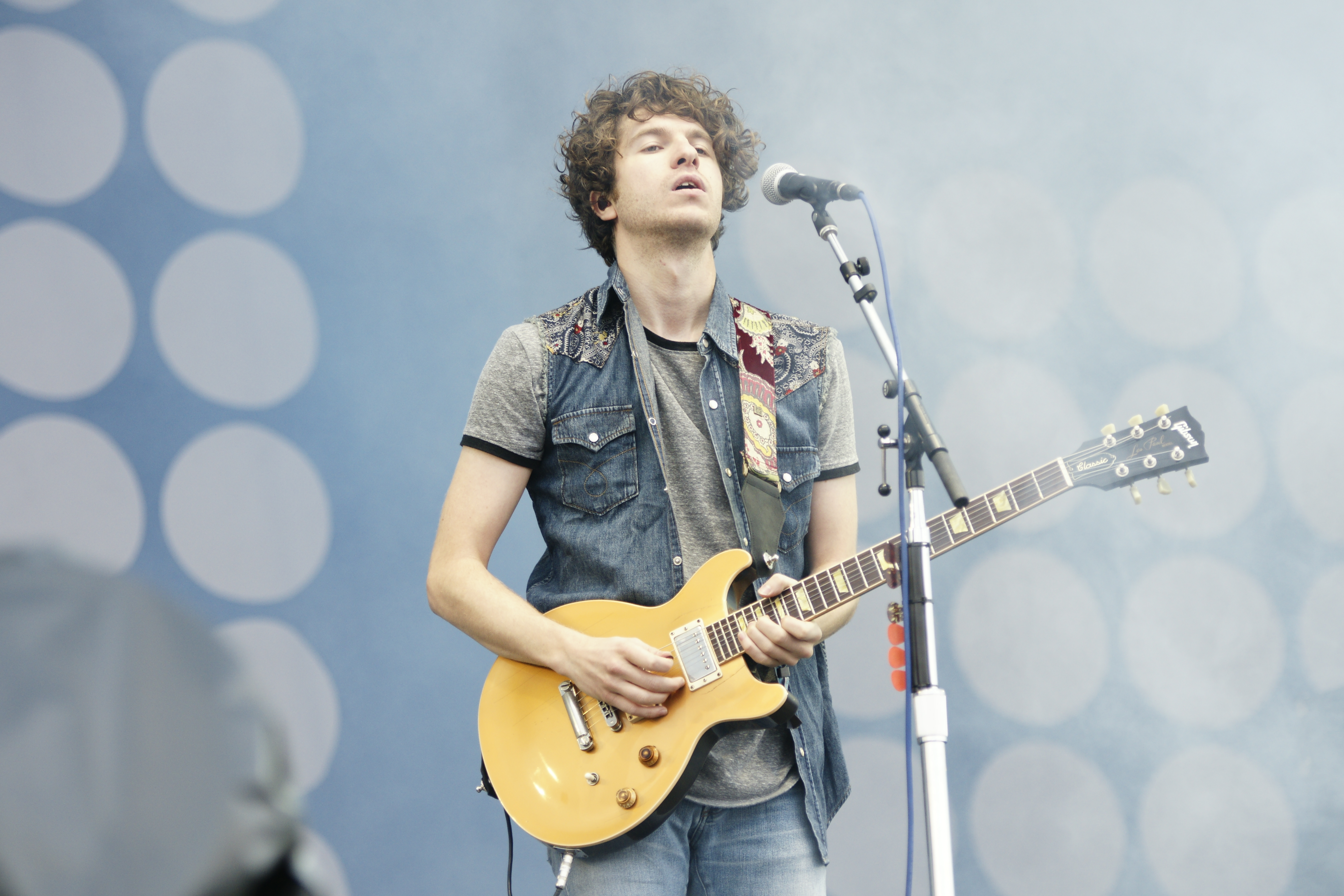
Luke Pritchard (2015)

Zespół zadebiutował w 2005 singlami „Eddie's Gun” i „Sofa Song”. W styczniu 2006 muzycy wydali „You Don’t Love Me”, trzeci singiel zapowiadający ich debiutancki album. 23 stycznia 2006 premierą miała płyta pt. Inside In/Inside Out, której tytuł jest hołdem dla Velvet Underground, przedstawicieli amerykańskiego proto punka lat 60.
23 czerwca 2017 roku zespół wystąpił w Rzeszowie na koncercie w ramach festiwalu Europejski Stadion Kultury.

## Skład
- Luke Pritchard – śpiew, gitara
- Hugh Harris – gitara
- Pete Denton – gitara basowa (od 2008)
- Alexis Nunez – perkusja (od 2012)

- Chris Prendergast – perkusja (2010)[1]
- Paul Garred – perkusja (od 2004 do 2012)
- Dan Logan – gitara basowa (2008)
- Max Rafferty – gitara basowa (od 2004 do 2008)

## Dyskografia

### Albumy studyjne
- Inside In/Inside Out (2006)
- Konk (2008)
- Junk of the Heart (2011)
- Listen (2014)
- Let's Go Sunshine (2018)
- 10 Tracks to Echo in the Dark (2022)